# エクストラウェルト
エクストラウェルト（Extrawelt）は、ドイツ在住のArne SchaffhausenとWayan Raabeによるダンスミュージックユニット。
Extraweltはドイツ語で"第二の世界"、"次の段階"を意味する。二人は1998年頃から楽曲制作を開始し、別名義のMidi MilizやSpirallianzでも知られる。
Extrawelt名義では、2005年にBorder Communityより作品をリリースし、以降は、TraumやCocoon Recordingsなどからもリリースしている。

## Extraweltが日本でプレイしたクラブ

### 2006年
- 渋谷WOMB

### 2007年
- 名古屋JB's
- 大阪TRIANGLE
- 西麻布Yellow
- 那覇Club Echo